# Grand Prix d'Isbergues 1983
Il Grand Prix d'Isbergues 1983, trentasettesima edizione della corsa, si svolse il 1º settembre 1983 su un percorso di 206 km, con partenza e arrivo a Isbergues. Fu vinto dall'irlandese Sean Kelly della Sem-France-Loire-Mavic davanti ai belgi Jean-Luc Vandenbroucke e Jean-Philippe Vandenbrande.

## Ordine d'arrivo (Top 10)
| Pos. | Corridore                  | Squadra                       | Tempo    |
| ---- | -------------------------- | ----------------------------- | -------- |
| 1    | Sean Kelly                 | Sem-France-Loire-Mavic        | 5h26'15" |
| 2    | Jean-Luc Vandenbroucke     | La Redoute-Motobecane         |          |
| 3    | Jean-Philippe Vandenbrande | Splendor-Euro Shop            |          |
| 4    | Jean-Marie Wampers         | Euro Shop-Splendor            |          |
| 5    | Claude Criquielion         | Euro Shop-Splendor            |          |
| 6    | Gilbert Duclos-Lassalle    | Peugeot-Shell-Michelin        |          |
| 7    | Eric Caritoux              | Sem-France Loire-Mavic-Reydel |          |
| 8    | Rudy Dhaenens              | Euro Shop-Splendor            |          |
| 9    | Kim Andersen               | Coop-Mercier-Mavic            |          |
| 10   | Stephen Roche              | Peugeot-Shell-Michelin        |          |